# DAC-1
DAC-1 (Design Augmented by Computer) war ein frühes CAD- (computer-aided design)-System, das 1964 von General Motors vorgestellt wurde.
Das DAC-1-Projekt, anfänglich Digital Design genannt, wurde 1959 von einer fünfköpfigen Gruppe begonnen. Das Ziel bestand darin, ein Computersystem zur Beschreibung der Geometrie von Fahrzeugkarosserien zu entwickeln. Als Rechner diente ein IBM 704, der für die Grafikausgabe auf einen IBM-780-Bildschirm programmiert wurde. Zur interaktiven Bedienung diente ein Kettendrucker, in den fünf Zählscheiben verdrahtet wurden. Die aktuelle Position der Zählscheiben wurde ausgelesen und steuerte die Programmausführung.
Die grafische Eingabe erfolgte mittels einer Photomultiplier-Röhre. Zeichnungen wurden zunächst auf einer über den IBM 780 gelegten Plastikfolie aufgetragen. Indem die Punkte ermittelt wurden, an denen das Licht eines vom Bildschirm angezeigten Lichtflecks verdeckt wurde, konnten die Zeichnungen digitalisiert werden. Die digitalisierten Kurven wurden vom Computerprogramm geglättet und mit kubischen Splines approximiert. Durch Interpolation mehrerer Kurven konnte eine Fläche modelliert werden, ähnlich dem später vorgestellten Coons-Patch. 1960 wurde die Zusammenarbeit mit IBM im Rahmen des Projekts vertraglich geregelt, wodurch das System um neue Hardware ergänzt wurde.